# 広島県道176号小河原志和線
広島県道176号小河原志和線（ひろしまけんどう176ごう おがわらしわせん）は、広島県広島市安佐北区から東広島市に至る一般県道である。

## 概要
広島市安佐北区小河原町から東広島市志和町別府に至る。

### 路線データ
- 起点：広島市安佐北区小河原町（緑化センター入口交差点、広島県道70号広島中島線交点）
- 終点：東広島市志和町別府（広島県道33号瀬野川福富本郷線交点）
- 総延長：9.77 km
- 通行不能区間：広島市安佐北区狩留家（かるが）町

## 歴史
- 1960年（昭和35年）10月10日 - 広島県告示第682号により広島県道29号小河原志和線（一般県道）として認定される。
- 1972年（昭和47年）11月1日 - 広島県の県道番号再編により現行の路線名称に変更される。
- 1973年（昭和48年）3月20日 - 安佐郡高陽町が安芸郡瀬野川町・安佐郡佐東町・安古市町が広島市に編入されたことに伴い起点の地名表記が変更される（安佐郡高陽町小河原→広島市高陽町小河原）。
- 1974年（昭和49年）4月20日 - 賀茂郡に属する西条町・志和町・高屋町・八本松町が対等合併して東広島市が発足したことに伴い終点の地名表記が変更される（賀茂郡志和町七条椛坂（しちじょうかぶさか）→東広島市志和町七条椛坂）。
- 1980年（昭和55年）4月1日 - 広島市が政令指定都市に移行し、旧安佐郡安佐町・可部町・高陽町・旧高田郡白木町をもって行政区・安佐北区が設置されたことに伴い起点の地名表記が変更される（広島市高陽町小河原→広島市安佐北区高陽町小河原）。
- 1993年（平成5年）5月11日 - 建設省から、県道小河原志和線の一部を志和インター線として主要地方道に指定される[1]。
- 1994年（平成6年）4月1日 - 広島県告示第406号で広島県道83号志和インター線が認定されたことに伴い東広島市志和町別府（広島県道33号瀬野川福富本郷線）以南が広島県道83号志和インター線に移行し、路線が短縮される。

## 路線状況
通行不能区間は林道で迂回可能。ただし大型車の通行は困難。

## 地理

### 通過する自治体
- 広島市（安佐北区）
- 東広島市

### 交差する道路
| 交差する道路                 | 市町村名 | 市町村名 | 交差する場所 | 交差する場所                  |
| ---------------------------- | -------- | -------- | ------------ | ----------------------------- |
| 広島県道70号広島中島線       | 広島市   | 安佐北区 | 小河原町     | 緑化センター入口交差点 / 起点 |
| 広島県道33号瀬野川福富本郷線 | 東広島市 | 東広島市 | 志和町別府   | 終点                          |

### 沿線
- 広島緑化植物公園

### 峠
- 湯坂峠（広島市安佐北区狩留家町）